# Herbert Weiz

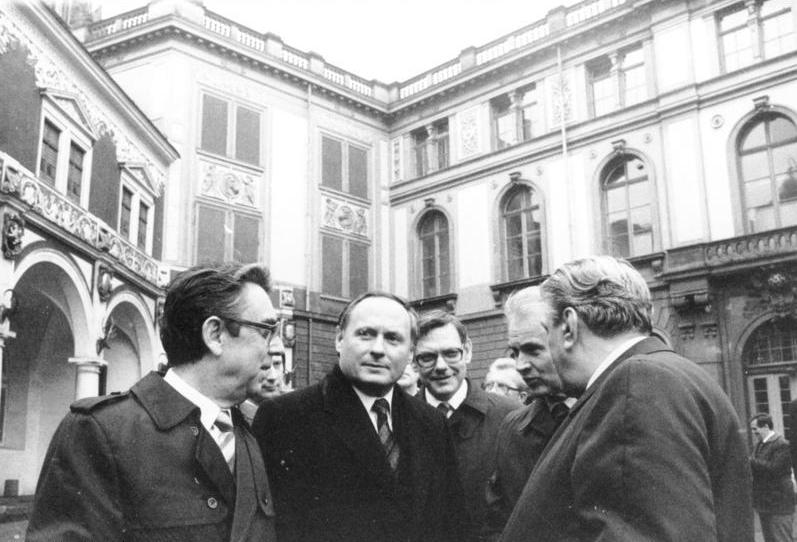
Herbert Weiz (links) bij een bezoek van Oskar Lafontaine in Dresden (1985)

Herbert Weiz (Cumbach bij Friedrichroda, 27 juni 1924 – Egenhausen, 22 november 2023) was minister voor wetenschap en techniek en plaatsvervangend voorzitter van de ministerraad van de DDR.
Weiz volgde van 1938 tot 1941 een commerciële opleiding. In 1942 werd hij lid van de NSDAP en in 1943 werd hij opgeroepen voor de Wehrmacht. Datzelfde jaar werd hij door de Amerikanen krijgsgevangen gemaakt.
In 1945 werd Weiz lid van de KPD die in 1946 opging in de SED. Weiz studeerde aan de Friedrich-Schiller-Universität in Jena en de Technische Hogeschool van Dresden.
Weiz werkte bij de VEB Optima in Erfurt en de VEB Carl Zeiss in Jena. Vanaf 1963 was Weiz lid van de Volkskammer. Van 1974 tot 1989 was hij minister voor wetenschap en techniek.
Herbert Weiz overleed op 99-jarige leeftijd in november 2023.
- Gemeinsame Normdatei: 170063453
- Virtual International Authority File: 89055837
- WorldCat: E39PBJkxQyQQQC6CyWFjY7HHmd